# Dendrobium aphyllum
Дендробіум безлистий (Dendrobium aphyllum) — вид рослини родини орхідні.

## Назва
В англійській мові має назву «орхідея з каптуром» (англ. hooded orchid).

## Будова
Епіфітна рослина з великими суцвіттями лілово-бузкових квітів з сильним запахом. Квіти масово з'являються з стеблоподібних тонких псевдокорневищ перед появою листя. Листя м'які до 12,5 см з хвилястим краєм, опадають після сезону.

## Поширення та середовище існування
Зростає у тропіках Південносхідної Азії.

## Галерея

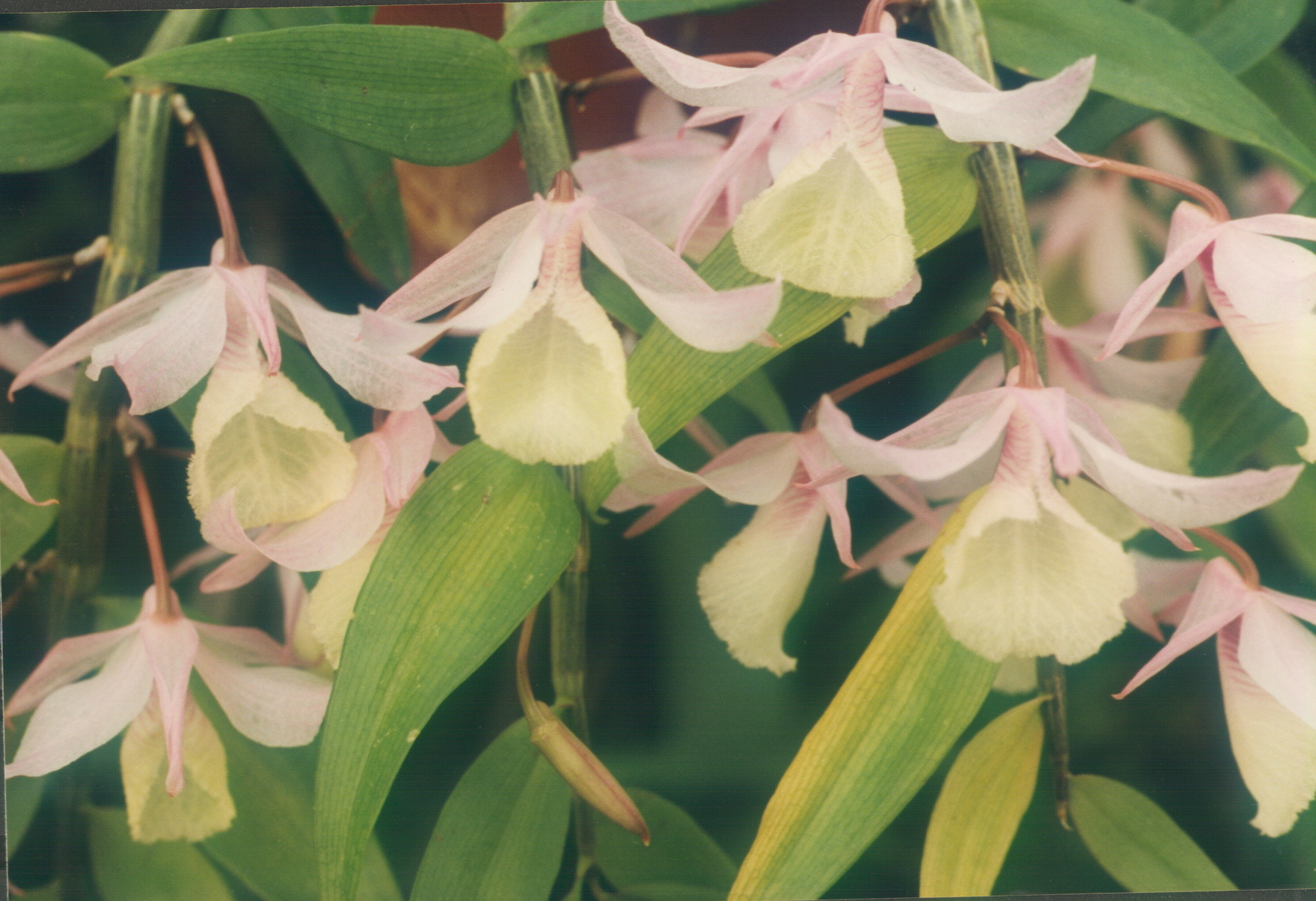
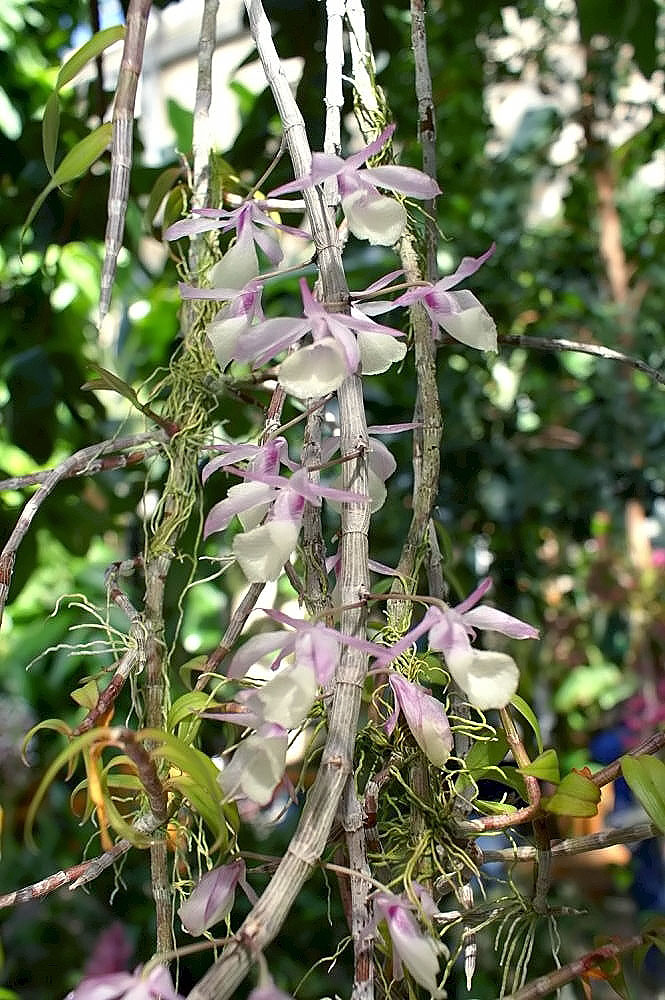
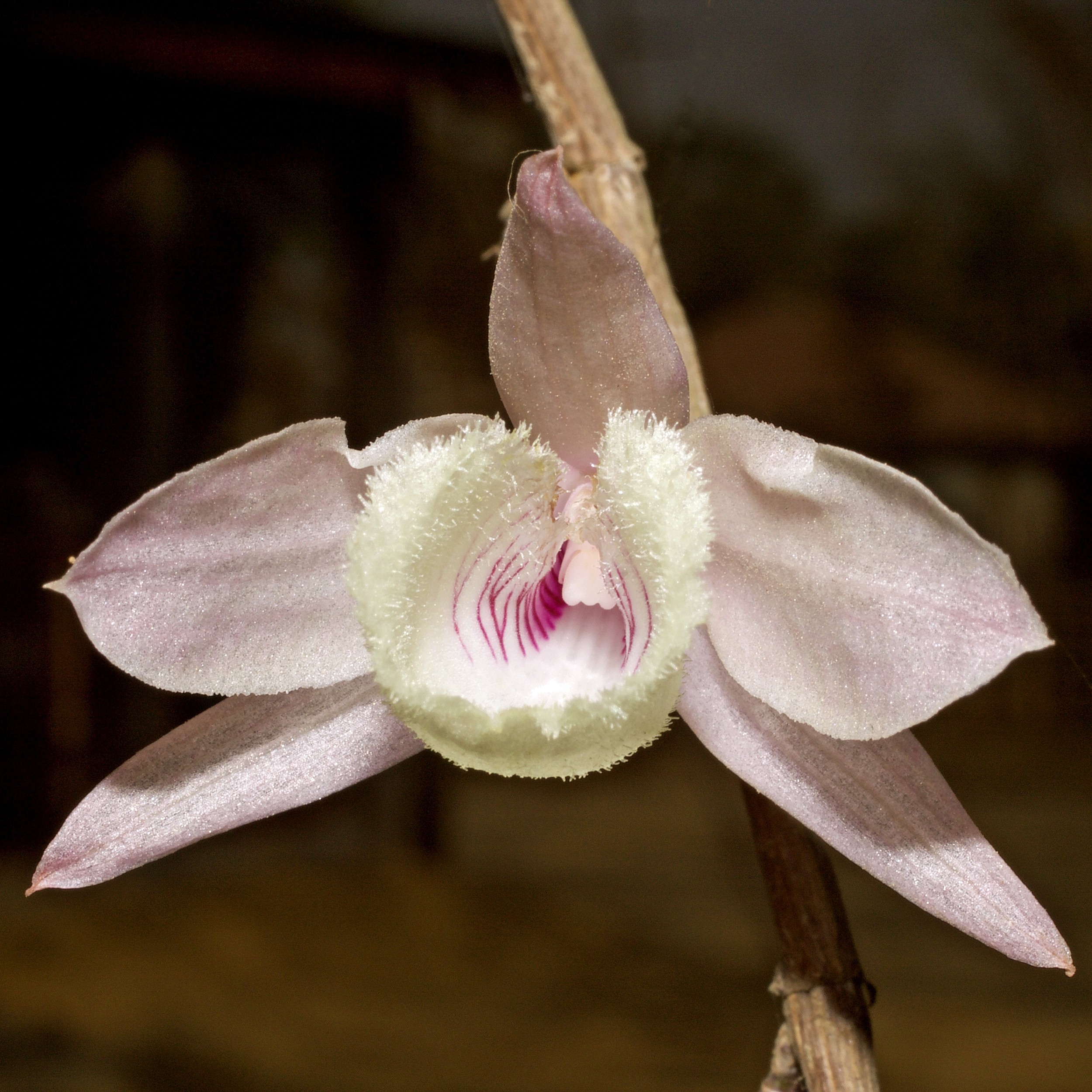

## Практичне використання
Вирощується як декоративна рослина.